# Pseudomysidia similis
Pseudomysidia similis är en insektsart som beskrevs av Broomfield 1985. Pseudomysidia similis ingår i släktet Pseudomysidia och familjen Derbidae. Inga underarter finns listade i Catalogue of Life.